# Strefa drenażu wód podziemnych

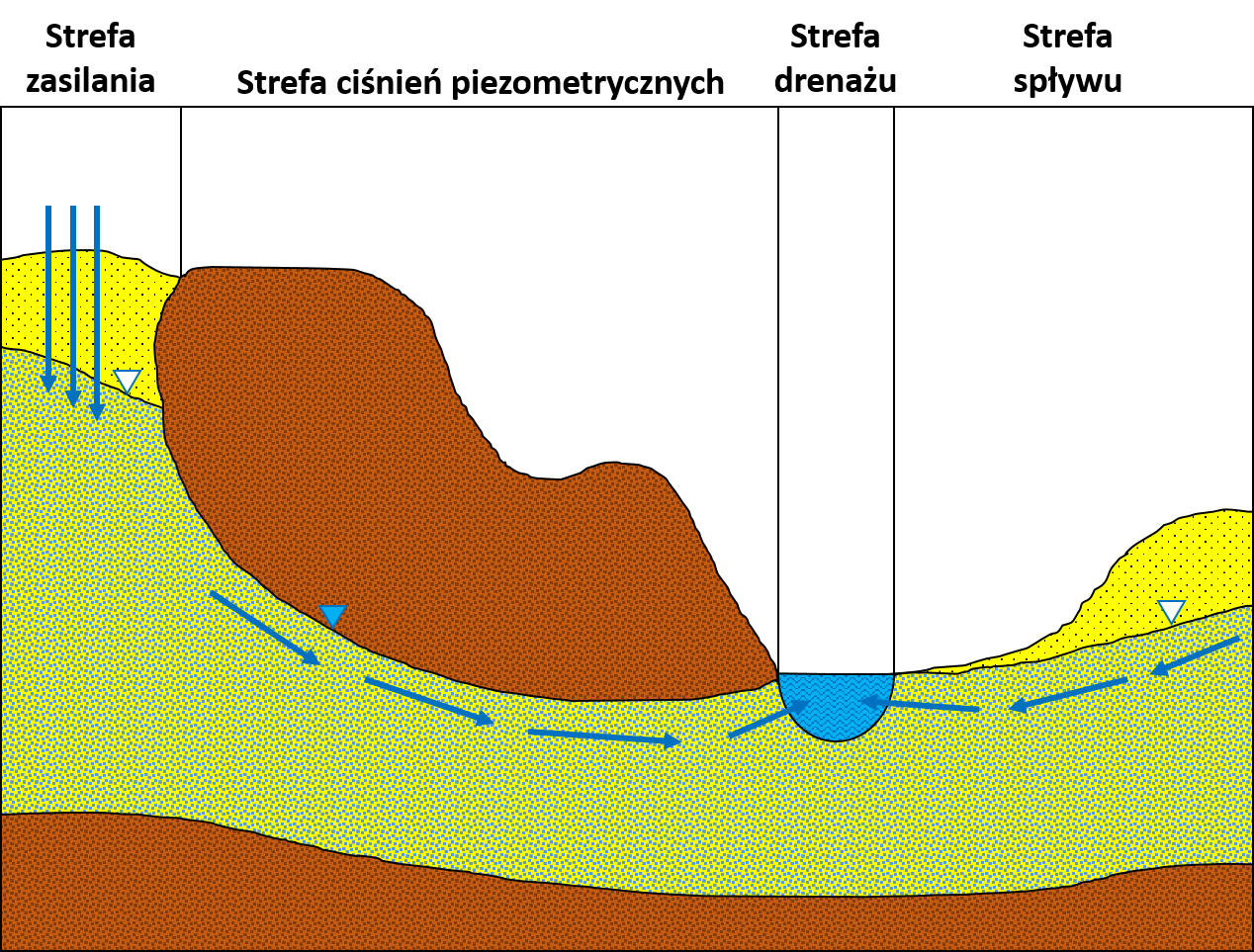
Poziome strefy dynamiki wód podziemnych.

Strefa drenażu – jedna ze stref dynamiki wód podziemnych, w której zachodzi drenowanie warstwy wodonośnej. Woda, która spłynęła (strefa spływu) ze strefy zasilania, podlega drenażowi czyli odpływowi z warstwy wodonośnej.
Drenaż może zachodzić do wód powierzchniowych (źródeł, bagien, cieków, jezior, mórz) lub do innych warstw wodonośnych.
Zwierciadło ma tu charakter swobodny, a kierunek ruchu wody zależy od kierunku odpływu.
Jeżeli wody podziemne mają kontakt hydrauliczny z wodami powierzchniowymi, a więc są przez nie drenowane, to nazywane są potamicznymi, natomiast jeśli nie to apotamicznymi.